# 拉沙佩勒圣于尔桑
拉沙佩勒圣于尔桑（法語：La Chapelle-Saint-Ursin，法語發音：[la ʃapɛl sɛ̃.t‿yʁsɛ̃]）是法国谢尔省的一个市镇，位于该省中西部，布尔日市区以西，属于布尔日区和布尔日城市圈公共社区。

## 地理
拉沙佩勒圣于尔桑（47°3'45"N, 2°19'30"E）面积7.83 平方千米，位于法国中央-卢瓦尔河谷大区谢尔省，该省份为法国中部省份，北起卢瓦雷省，西接卢瓦-谢尔省和安德尔省，南至克勒兹省，东南接阿列省，东临涅夫勒省。
与拉沙佩勒圣于尔桑接壤的市镇（或旧市镇、城区）包括：布尔日、马尔马涅、莫尔托米耶、勒叙布德赖。
拉沙佩勒圣于尔桑的时区为UTC+01:00、UTC+02:00（夏令时）。

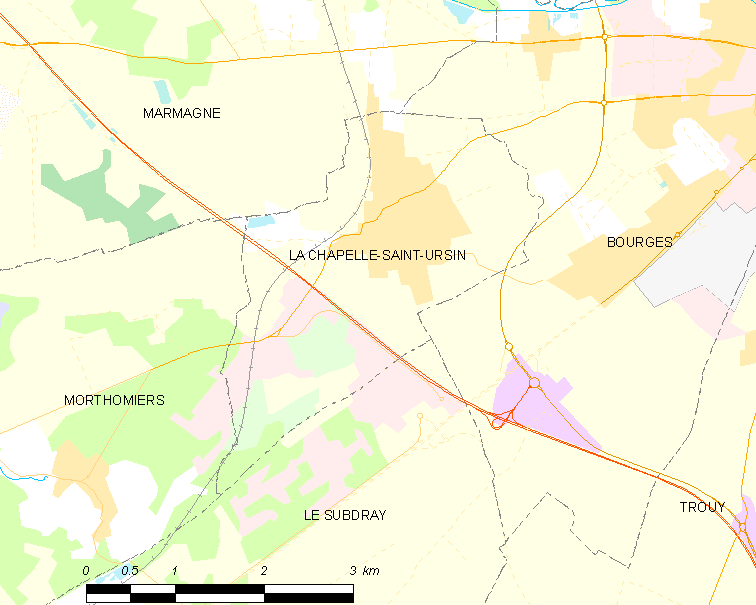
拉沙佩勒圣于尔桑的OSM定位图

## 行政
拉沙佩勒圣于尔桑的邮政编码为18570，INSEE市镇编码为18050。

## 政治
拉沙佩勒圣于尔桑所属的省级选区为圣杜尔沙县。

## 交通
谢尔省省道D16线和D107线在境内交汇。

## 人口

1962-2008年间拉沙佩勒圣于尔桑人口变化图示

拉沙佩勒圣于尔桑于2022年1月1日时的人口数量为3687人。